# سان بينيديتو فال دي سامبرو
سان بينيديتو فال دي سامبرو (بالإيطالية: San Benedetto Val di Sambro)‏ هي بلدية في مقاطعة بولونيا في إقليم إميليا رومانيا الإيطالي.

## السكان
في سنة 1861 بلغ عدد السكان 3٬737 نسمة، وتطور العدد ليصل في سنة 2011 لـ 4٬393 نسمة.
يظهر هذا المخطط البياني تطور النمو السكاني لـ سان بينيديتو فال دي سامبرو